# Paracorymbia fulva
Paracorymbia fulva (de Geer, 1775) è un coleottero cerambicide appartenente alla sottofamiglia Lepturinae.

## Descrizione
Gli esemplari di Paracorymbia fulva si riconoscono spesso a prima vista per lo straordinario adattamento alla vita sui fiori, in quanto sono caratterizzati da una testa allungata anteriormente per potersi nutrire di nettare.

## Biologia
Le larve sono xilofaghe e si nutrono sia del legno di conifere che di latifoglie.

Gli adulti sono diurni e floricoli.

## Distribuzione e habitat
Sono diffusi soprattutto nella zona temperata dell'emisfero boreale.